# Карчофи алла джудия
Карчофи алла джудия (римский диалект: Carciofi alla giudìa; букв. «Артишоки по-еврейски») — одно из самых известных блюд римско-еврейской кухни, известное с XVI века. Рецепт, по сути, представляет собой обжаренный во фритюре артишок, он возник в еврейской общине Рима, где «джудио» - это термин на диалекте романеско, обозначающий еврея. Это фирменное блюдо римского гетто, где весной его подавали в еврейских ресторанах. В английском языке используется название carciofi alla giudea (хотя по-итальянски «еврей» это ebreo); это же написание можно найти и в итальянских источниках.

## Приготовление

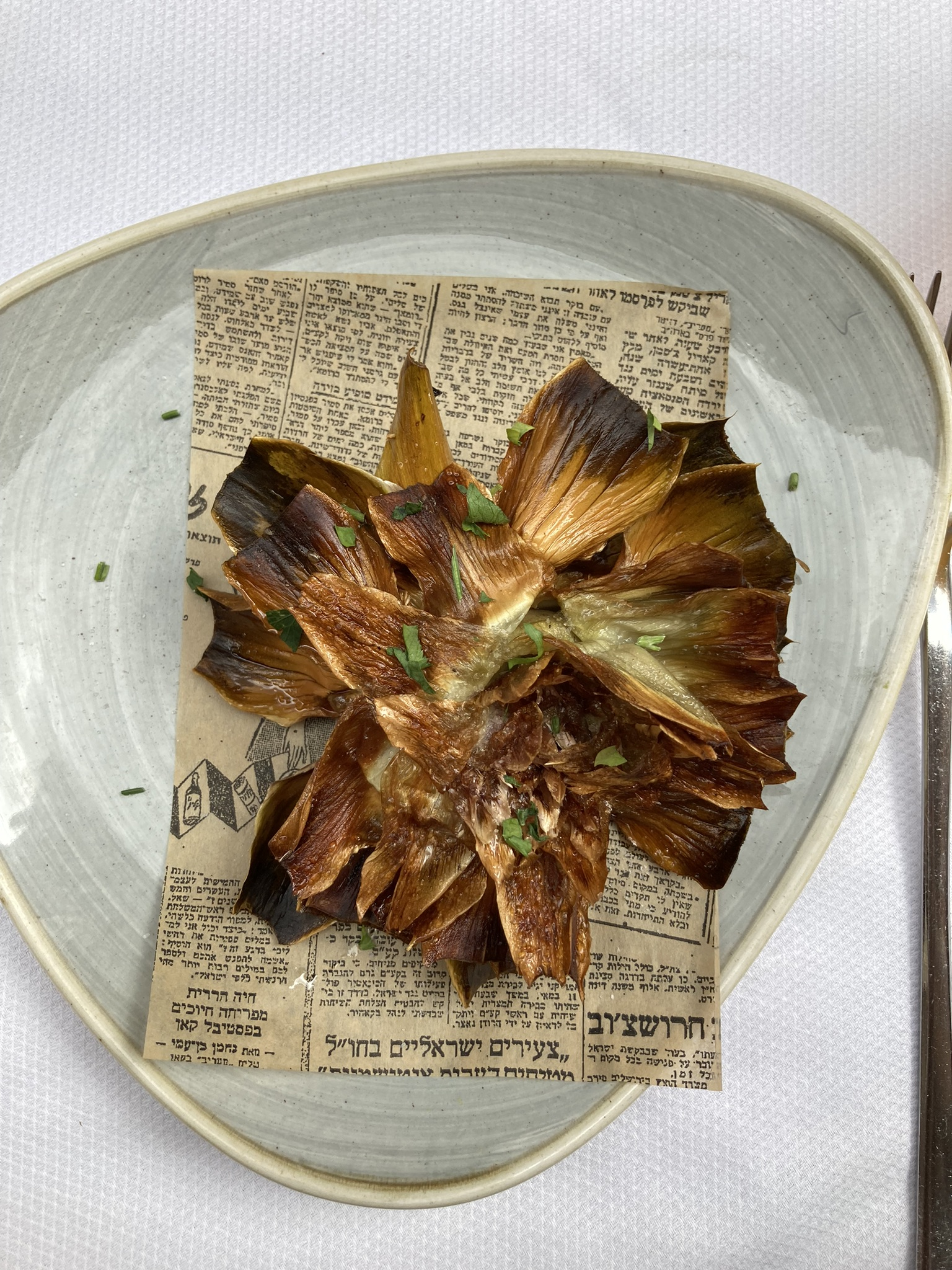
Карчофи алла джудия

Для этого блюда обычно используют артишоки сорта Романеско. Их очищают острым ножом, чтобы удалить жесткие внешние листья, отбивают, чтобы  раскрыть, оставляют на несколько минут в воде с лимонным соком, чтобы предотвратить изменение цвета, затем приправляют солью и перцем и обжаривают во фритюре на оливковом масле. Когда они будут готовы, их сбрызгивают небольшим количеством холодной воды, чтобы они стали хрустящими, и едят тёплыми.

## Кашрут
В 2018 году Главный раввинат Израиля заявил, что артишоки не кошерны, поскольку в плотных листьях могут скрываться некошерные насекомые. Это посеяло ужас среди римских евреев, которые сопротивлялись этому заявлению, утверждая, что артишоки, используемые для этого фирменного блюда, имеют настолько плотные листья, что насекомые не могут проникнуть внутрь, и подчеркивали важность и глубокие культурные корни этого блюда для итальянской еврейской общины.